# Palenica (nad Krzeszowem)
Palenica (661,5 m) lub Jaworzyna – szczyt w Paśmie Łamanej Skały w Beskidzie Małym. Znajduje się w południowo-wschodnim grzbiecie Leskowca oddzielającym doliny Targoszówki i Tarnawki. Jego przedłużeniem na południe jest Harańczykowa Góra, pomiędzy nimi jest jeszcze bezimienny wierzchołek 628 m i dwie przełączki.
Jaworzyna to nazwa używana przez miejscową ludność, taką nazwę podaje też Aleksy Siemionow i mapa Compassu, ale w państwowym rejestrze nazw geograficznych i bazującej na nim mapie Geoportalu szczyt ma nazwę Palenica.
Przez Palenicę prowadzi przez znakowany szlak turystyczny. Jest porośnięta lasem, są na niej jednak polany. Z polany powyżej szczytu Jaworzyny otwiera się w zachodnim kierunku widok na osiedla miejscowości Targoszów, Czarną Górę i Pasmo Pewelskie. Z tyłu za nimi widoczne szczyty Pilska i Romanki. We wschodnim kierunku widać grzbiety Makowej Góry, Jaszczurowej Góry, Jedlicznik, Tarnawską Górę i kościół w Śleszowicach, a w dalszym planie szczyty Beskidu Makowskiego.
Palenica znajduje się w granicach wsi Krzeszów w województwie małopolskim, w powiecie suskim, w gminie Stryszawa.
Szlak turystyczny
 Krzeszów – Harańczykowa Góra – Palenica (Jaworzyna)– Semikówka – schronisko PTTK Leskowiec. Czas przejścia: 3:10 h, 2:20 h.